# Partito dei Gruppi Funzionali
Il Partito dei Gruppi Funzionali (in indonesiano: Partai Golongan Karya - Golkar) è un partito politico conservatore dell'Indonesia. Venne fondato come Sekber Golkar (Sekretariat Bersama Golongan Karya, Segretariato Unitario dei Gruppi Funzionali) nel 1964 e dal 1971 si presentava semplicemente come Golkar (Golongan Karya, Gruppi Funzionali). Per decenni è stato il "partito egemonico" dell'Indonesia, in quanto è stato la principale forza politica di sostegno al regime autoritario del Presidente Suharto ("Nuovo Ordine", dal 1967 al 1998). Il Golkar è stato, quindi, alla guida del Paese dal 1971 al 1999, sotto i Presidenti Suharto e Habibie.
Nel 1999, in occasione delle prime elezioni politiche libere, il Golkar si trasformò in un partito politico vero e proprio e con il 22,43% dei voti ottenne 120 su 426, venendo superato dal Partito Democratico Indonesiano di Lotta (PDI-P 33,73%), guidato da Megawati Sukarnoputri, figlia dell'ex Presidente Sukarno, deposto dal colpo di Stato che portò al potere Suharto.
Il Golkar ha preso parte alle coalizioni che hanno sostenuto i presidenti Abdurrahman Wahid, Megawati Sukarnoputri e Susilo Bambang Yudhoyono.
Negli anni 1970 del XX secolo il Golkar, nonostante si fosse posto come baluardo contro il Partito Comunista Indonesiano, ma in rappresentanza di tutti i "gruppi funzionali" (operai quanto professionisti, agricoltori quanto militari) sosteneva l'intervento dello Stato in economia. Negli anni '80 si spostò su posizioni più favorevoli al libero mercato. Il fatto di aver detenuto il poter fin dai tempi della dittatura di Suharto e averlo mantenuto per circa 30 anni gli hanno procurato accuse di corruzione e nepotismo.
Alle elezioni presidenziali del 2014, il Golkar partecipò alla Coalizione Rossa e Bianca (Koalisi Merah Putihsi, KMP) a sostegno della candidatura dell'ex generale Prabowo Subianto, genero del presidente Suharto e leader del Partito del Movimento della Grande Indonesia (nazional-populista). Subianto, però, venne sconfitto da Joko Widodo del Partito Democratico Indonesiano di Lotta e il Golkar si ritrovò all'opposizione. Alle contestuali elezioni parlamentari, il Golkar ottenne il 14,75% dei voti, confermando sostanzialmente le percentuali del 2009, ma ottenendo 91 seggi, 15 in meno. Nel 2016 è passato a sostenere il Presidente Widodo.
Alle elezioni politiche del 2019, il Golkar ha ottenuto il 12.31% dei voti e 85 seggi, con una perdita di 6 seggi e un calo del 2,44% dei voti. Nelle contestuali elezioni presidenziali, il Golkar ha preso parte alla Coalizione Indonesiana del Lavoro (Koalisi Indonesia Kerja, KIK), composta, tra gli altri, dal PDI-P, dal Partito del Risveglio Nazionale (islamismo democratico) e dal Partito Nazionale Democratico (riformismo). La KIK ha sostenuto la candidatura del Presidente uscente Joko Widodo, che ha sconfitto Prabowo Subianto, in una riedizione del confronto del 2014.

## Risultati elezioni politiche
| Anno | VOTI   |
| ---- | ------ |
| 1999 | 22,44% |
| 2004 | 21,58% |
| 2009 | 14,45% |
| 2014 | 14,75% |
| 2019 | 12,31% |